# Crommelin (cráter)

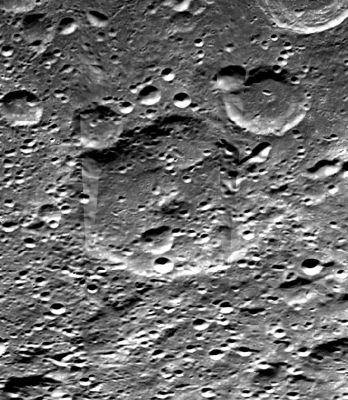
Fotografía de la misión Clementine (1994)

Crommelin es un antiguo cráter de impacto que se encuentra en las proximidades del polo sur de la Luna, en la cara oculta. Se encuentra al norte del gran cráter Zeeman, y al este-noreste de Numerov.
Esta formación ha sido casi completamente desgastada por impactos posteriores, dejando poco más que una depresión en la superficie lunar. Un cráter igualmente desgastado se extiende a través del borde norte. Crommelin X está unido al perímetro noroeste, formando un abombamiento hacia el exterior. Los dos mayores cráteres del interior forman una pareja cerca del borde sur. Presenta un ligero pico central, que consiste en poco más que una pequeña elevación sobre la superficie circundante.

## Cráteres satélite
Por convención estos elementos son identificados en los mapas lunares poniendo la letra en el lado del punto medio del cráter que está más cerca de Crommelin.
|           | \| Crommelin \| Coordenadas \| Diámetro \| \| --------- \| -------------------------------- \| -------- \| \| C \| 66°24′S 144°48′O / -66.4, -144.8 \| 44 km \| \| W \| 66°00′S 152°42′O / -66.0, -152.7 \| 24 km \| \| X \| 66°18′S 150°00′O / -66.3, -150.0 \| 26 km \| |          |
| Crommelin | Coordenadas | Diámetro |
| C         | 66°24′S 144°48′O / -66.4, -144.8 | 44 km    |
| W         | 66°00′S 152°42′O / -66.0, -152.7 | 24 km    |
| X         | 66°18′S 150°00′O / -66.3, -150.0 | 26 km    |